# Sergentomyia namo
Sergentomyia namo är en tvåvingeart som beskrevs av Depaquit 2008. Sergentomyia namo ingår i släktet Sergentomyia och familjen fjärilsmyggor.
Artens utbredningsområde är Madagaskar. Inga underarter finns listade i Catalogue of Life.